# Тастинський сільський округ (Амангельдинський район)
Тасти́нський сільський округ (каз. Тасты ауылдық округі, рос. Тастинский сельский округ) — адміністративна одиниця у складі Амангельдинського району Костанайської області Казахстану. Адміністративний центр — село Тасти.
Населення — 513 осіб (2021; 797 у 2009, 1488 у 1999, 2468 у 1989).
Станом на 1989 рік існували Горняцька сільська рада (села Горняк, Каринсалди) та Тастинська сільська рада (села Нове, Приріченське, Тасти) колишнього Аркалицького району. Станом на 1999 рік існували Горняцька сільська адміністрація, Каринсалдинська сільська адміністрація та Тастинський сільський округ. Пізніше Горняцька та Каринсалдинська сільські адміністрації утворили Каринсалдинський сільський округ, Тастинський сільський округ перетворено в Тастинську сільську адміністрацію. 2019 року Каринсалдинський сільський округ був розділений на Горняцьку сільську адміністрацію та Каринсалдинську сільську адміністрацію, які увійшли до складу Тастинської сільської адміністрації, перетворивши її в сільський округ.

## Склад
До складу округу входять такі населені пункти:
| Населений пункт    | Старі назви | Населення, осіб (1989) | Населення, осіб (1999) | Населення, осіб (2009) | Населення, осіб (2021) |
| ------------------ | ----------- | ---------------------- | ---------------------- | ---------------------- | ---------------------- |
| Горняк, село       | -           | 869                    | 307                    | 121                    | 27                     |
| Каринсалди, село   | -           | 98                     | 425                    | 168                    | 143                    |
| Нове, село         | -           | 88                     | -                      | -                      | -                      |
| Приріченське, село | -           | 15                     | -                      | -                      | -                      |
| Тасти, село        | -           | 1395                   | 756                    | 508                    | 343                    |
| Шилісай, село      | -           | -                      | 0                      | -                      | -                      |